# Adshusheer Indijanci
Adshusheer.- Pleme Indijanaca, moguće porodice Siouan, koje u 17. stoljeću živi savezu (konfederaciji s Eno i Shakori Indijancima u Sjevernoj Karolini. Jedino im poznato naselje bilo je Adshusher (kako ga 1701 zove Lawson) a nalazilo se na Eno Riveru blizu današnjeg grada Hillsboro. -Prema Mooneyu (1928) plemena Eno, Shakori, Adshusheer imali su 1.500 duša (1600). 

## Vanjske poveznice
- Shakori Indian Tribe History
- "He Lov’d the English Extraordinary Well": Enoe Will Guides John Lawson Through the Carolina Interior, 1709